# Copa da Saxônia
A Copa da Saxônia (em alemão: Sachsenpokal) é uma competição para equipes de futebol da Saxônia, na Alemanha. É uma das 21 competições regionais da Alemanha.
São elegíveis as equipes saxãs que disputam a 3. League, a Regionalliga (4ª Divisão), a Oberliga (5ª Divisão), as ligas saxônicas (6ª Divisão), a Bezirksligen (7ª Divisão) e os vencedores da Taça dos 13 círculos.

## Finais
| Ano                                                                  | Campeão            | Vice-campeão                | Resultado           | Data        | Cidade               | Estádio                              | Público |
| -------------------------------------------------------------------- | ------------------ | --------------------------- | ------------------- | ----------- | -------------------- | ------------------------------------ | ------- |
| 1991                                                                 | SpVgg Zschopau     | Wismut Aue II               | 4: 1                | 1 de junho  | Limbach-Oberfrohna   | Waldstadion                          | 150     |
| 1992                                                                 | Bishop FV 08       | FSV Hoyerswerda             | 2: 0                | 22 de maio  | Kamenz               | Estádio da Juventude                 | 1.600   |
| 1993                                                                 | FC Sachsen Leipzig | Dresdner SC                 | 2: 0                | 2 de junho  | Leipzig              | Alfred-Kunze-Sportpark               | 2070    |
| 1994                                                                 | FC Sachsen Leipzig | VFC Plauen                  | 2: 1                | 25 de maio  | Leipzig              | Alfred-Kunze-Sportpark               | 3.500   |
| 1995                                                                 | FC Sachsen Leipzig | 1. FC Dynamo Dresden II     | 2: 0                | 7 jun       | Leipzig              | Alfred-Kunze-Sportpark               | 1.800   |
| 1996                                                                 | VfB Leipzig II     | Chemnitzer FC II            | 2: 1 pro            | 5 de junho  | Chemnitz             | Stadion an der Gellertstraße         | 530     |
| 1997                                                                 | Chemnitzer FC      | Dresdner SC                 | 3: 0                | 07 maio     | Chemnitz             | Stadion an der Gellertstraße         | 3.002   |
| 1998                                                                 | Chemnitzer FC      | FC Erzgebirge Aue           | 1: 1 pro (5: 4) pen | 16 de maio  | Chemnitz             | Stadion an der Gellertstraße         | 7.300   |
| 1999                                                                 | VFC Plauen         | FC Erzgebirge Aue           | 0: 0 pro (4: 3) pen | 2 de maio   | Plauen               | Vogtland Stadium                     | 7,657   |
| 2000                                                                 | FC Erzgebirge Aue  | VfB Leipzig                 | 2: 2 pro (5: 3) pen | 28 de maio  | Aue                  | Erzgebirgsstadion                    | 7.500   |
| 2001                                                                 | FC Erzgebirge Aue  | FSV Zwickau                 | 3: 1                | 16 de maio  | Zwickau              | Westsachsenstadion                   | 6691    |
| 2002                                                                 | FC Erzgebirge Aue  | FSV Zwickau                 | 1: 1 pro (5: 4) pen | 31 de maio  | Zwickau              | Westsachsenstadion                   | 7519    |
| 2003                                                                 | Dynamo Dresden     | VFC Plauen                  | 3: 2                | 10 de maio  | Plauen               | Vogtland Stadium                     | 10.400  |
| 2004                                                                 | VFC Plauen         | 1. FC Dynamo Dresden        | 1: 0                | 28 de abril | Plauen               | Vogtland Stadium                     | 8649    |
| 2005                                                                 | FC Sachsen Leipzig | Chemnitzer FC               | 2: 1 pro            | 4 de maio   | Leipzig              | Zentralstadion                       | 8592    |
| 2006                                                                 | Chemnitzer FC      | VFC Plauen                  | 1: 0                | 3 de junho  | Plauen               | Vogtland Stadium                     | 4.148   |
| 2007                                                                 | Dynamo Dresden     | FC Erzgebirge Aue II        | 2: 0                | 10 de junho | Aue                  | Erzgebirgsstadion                    | 7123    |
| 2008                                                                 | Chemnitzer FC      | FC Sachsen Leipzig          | 1: 0                | 30 de abril | Chemnitz             | Stadion an der Gellertstraße         | 7.750   |
| 2009                                                                 | Dynamo Dresden II  | VFC Plauen                  | 2: 1 pro            | 17 de junho | Leipzig              | Zentralstadion                       | 5756    |
| 2010                                                                 | Chemnitzer FC      | FC Erzgebirge Aue           | 3: 2                | 14 de maio  | Chemnitz             | Stadion an der Gellertstraße         | 9670    |
| 2011                                                                 | RB Leipzig         | Chemnitzer FC               | 1: 0                | 1 de junho  | Leipzig              | Red Bull Arena                       | 13.958  |
| 2012                                                                 | Chemnitzer FC      | VfL 05 Hohenstein-Ernstthal | 5: 4 pro            | 16 de maio  | Hohenstein-Ernstthal | Pfaffenberg Stadium                  | 4.500   |
| 2013                                                                 | RB Leipzig         | Chemnitzer FC               | 4: 2                | 15 de maio  | Leipzig              | Red Bull Arena                       | 16864   |
| 2014                                                                 | Chemnitzer FC      | FC Oberlausitz Neugersdorf  | 3: 2 pro            | 7 de maio   | Neugersdorf          | Friedrich-Ludwig-Jahn Sports Complex | 3219    |
| 2015                                                                 | Chemnitzer FC      | FSV Zwickau                 | 2: 0                | 13 de maio  | Zwickau              | Fórum do Desporto Soyuz 31           | 3615    |
| 2016                                                                 | FC Erzgebirge Aue  | FSV Zwickau                 | 1: 0                | 10 de maio  | Aue                  | Sparkassen-Erzgebirgsstadion         | 7560    |
| pro= resultado após prorrogação; pen= vitória nos penaltis \| Fonte: |                    |                             |                     |             |                      |                                      |         |